# UDP-N-acetilglukozaminska 4,6-dehidrataza (inverzija konfiguracije)
UDP-N-acetilglukozaminska 4,6-dehidrataza (inverzija konfiguracije) (EC 4.2.1.115, FlaA1, UDP-N-acetilglukozamin 5-invertujuća 4,6-dehidrataza, PseB, UDP-N-acetilglukozaminska hidrolijaza (vrši inverziju, formira UDP-2-acetamido-2,6-didezoksi-beta--arabino-heks-4-uloza)) je enzim sa sistematskim imenom UDP-N-acetil-alfa--glukozamin hidrolijaza (inverzija, formira UDP-2-acetamido-2,6-didezoksi-beta--arabino-heks-4-uloza). Ovaj enzim katalizuje sledeću hemijsku reakciju
UDP--acetil-alfa--glukozamin {\displaystyle \rightleftharpoons } UDP-2-acetamido-2,6-didezoksi-beta--arabino-heks-4-uloza + H2O
Ovaj enzim dasrži NADP+ kao kofaktor.

## Literatura
- Nicholas C. Price; Lewis Stevens (1999). Fundamentals of Enzymology: The Cell and Molecular Biology of Catalytic Proteins (Third изд.). USA: Oxford University Press. ISBN 019850229X.
- Eric J. Toone (2006). Advances in Enzymology and Related Areas of Molecular Biology, Protein Evolution (Volume 75 изд.). Wiley-Interscience. ISBN 0471205036.
- Branden C; Tooze J. Introduction to Protein Structure. New York, NY: Garland Publishing. ISBN 0-8153-2305-0.
- Irwin H. Segel. Enzyme Kinetics: Behavior and Analysis of Rapid Equilibrium and Steady-State Enzyme Systems (Book 44 изд.). Wiley Classics Library. ISBN 0471303097.

## Spoljašnje veze
- UDP-N-acetylglucosamine+4,6-dehydratase+(configuration-inverting) на 